# 保罗 (意大利)
保罗，是意大利米兰省的一个市镇。总面积8平方公里，人口10995人，人口密度1374.4人/平方公里（2009年）。国家统计（ISTAT）代码为015169。